# Cràter Newton
El cràter Newton és el més gran de Mart, té un diàmetre de prop de 300 km. El cràter rebé el seu nom el 1973 en honor d'Isaac Newton. És al sud de l'equador del planeta en la zona muntanyosa i altament crateritzada de Terra Sirenum. L'impacte que produí el cràter ocorregué probablement fa més de 3.000 milions d'anys. El cràter conté petits cràters a dins i presenta formacions barrancoses que se suposa que indiquen el curs d'antics fluxos d'aigua. A l'àrea hi ha molts petits canals que suposen més proves d'aigua líquida. Imatges captades el 2011 per la sonda Mars Reconnaissance Orbiter de la NASA suggeriren la presència de possibles cursos d'aigua durant els mesos més càlids de mart com mostrarien les imatges preses al cràter Newton i al cràter Horowitz entre d'altres.

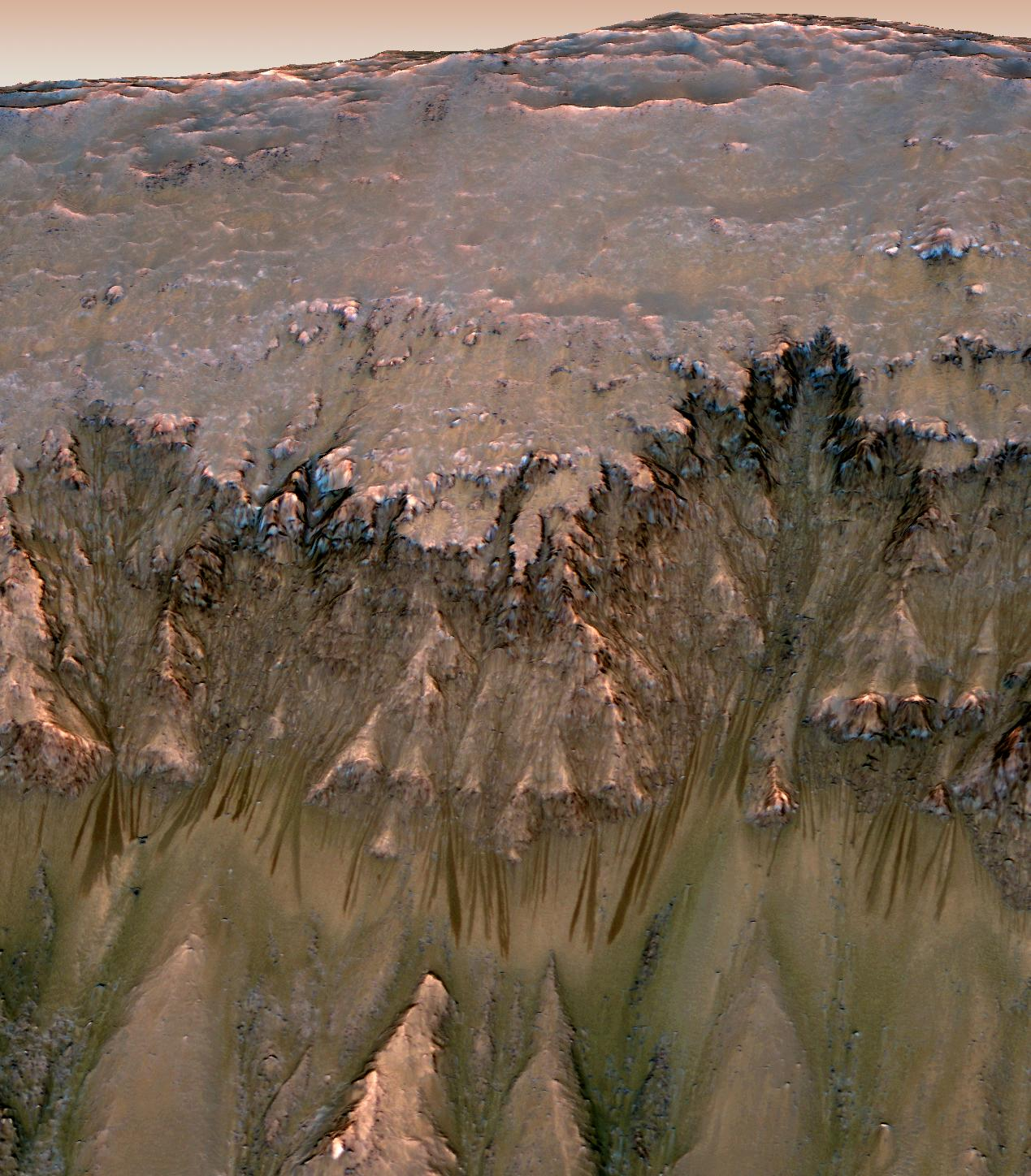
Vista obliqua de fluxos estacionals en els pendents del cràter Newton